# Michael van der Meulen
Michael van der Meulen (* 13. September 1960 in Tönisvorst) ist ein deutscher Elektroingenieur und Autor zahlreicher Fachaufsätze zum Thema Kryptologie.

## Leben
Michael van der Meulen wurde als Sohn von Hans Günter van der Meulen und seiner Ehefrau Maria Henriette, geb. Küppers, am Niederrhein unweit von Krefeld geboren. Zwischen 1980 und 1986 diente er bei der Bundeswehr, zuletzt im Rang eines Oberleutnants der Fernmeldetruppe. Danach studierte er Elektrotechnik an der Rheinisch-Westfälischen Technischen Hochschule (RWTH) in Aachen und schloss das Studium 1991 als Diplom-Ingenieur ab. Von 1991 bis 1992 arbeitete er als Planungsingenieur für die Stadtwerke Krefeld, bevor er von 1994 bis 1997 als Referendar an der Schule für Elektrotechnik in Essen tätig war. Von 1998 bis 1999 war er Buchhalter bei der Opel Bank in Krefeld. Im darauffolgenden Jahr arbeitete er als Abteilungsleiter beim Energiemanagement in Düsseldorf. Seit 2000 ist er Lehrer beim Berufskolleg in Hilden.
Michael van der Meulen forscht zur Geschichte der Technik, zur elektronischen Kriegsführung, Kryptologie und insbesondere zur Kryptoanalyse. Über seine Ergebnisse hat er zahlreiche wissenschaftliche Veröffentlichungen in der internationalen Fachzeitschrift Cryptologia verfasst.

## Veröffentlichungen (Auswahl)
- German Air Force Signal Intelligence 1956 – a Museum of Comint and SIGINT. Cryptologia 1999, 23:3, S. 240–256, doi:10.1080/0161-119991887874.
- A First German Cryptologic Exhibition. Cryptologia 1998, 22:1, S. 33–48, doi:10.1080/0161-119891886768.
- The Road to German Diplomatic Ciphers – 1919 to 1945. Cryptologia 1998, 22:2, S. 141–166, doi:10.1080/0161-119891886858.
- Bundeswehrtarnverfahren. Cryptologia 1997, 21:3, S. 200–217, doi:10.1080/0161-119791885913.
- Werftschlüssel – A German Navy Hand Cipher System – Part II. Cryptologia 20:1, S. 37–54 (1996), doi:10.1080/0161-119691884771.
- Reihenschieber. Cryptologia 1996, 20:2, S. 141–154, doi:10.1080/0161-119691884852.
- Cryptology in the Early Bundesrepublik. Cryptologia 1996, 20:3, S. 202–222, doi:10.1080/0161-119691884915.
- The Book Cipher System of the Wehrmacht. Cryptologia 1995, 19:3, S. 247–260, doi:10.1080/0161-119591883926.
- Werftschlüssel – A German Navy Hand Cipher System – Part I. Cryptologia 1995, 19:4, S. 349–364, doi:10.1080/0161-119591884006.